# Carshalton
Carshalton is een wijk in het Londense bestuurlijke gebied Sutton, in de regio Groot-Londen.
Twee straten in de wijk - Eindhoven Close en Philips Close - herinneren aan de Philips-fabriek die vanaf 1927 tot in de jaren negentig in de nabijgelegen wijk Mitcham stond.

## Geboren in Carshalton
- Les Gray (1946-2004), zanger (Mud)
- Rob Davis (1947), gitarist van de band Mud
- Barry Mealand (1943-2013), voetballer
- Harry Aikines-Aryeetey (1988), atleet
- Jack Cork (1989), voetballer
- Fikayo Tomori (1997), voetballer
- Jake Clarke-Salter (1997), voetballer
- Agnes Beever-Jones (2002), voetbalster